# STS–53
Az STS–53 az amerikai űrrepülőgép-program 52., a Discovery űrrepülőgép 15. repülése.

## Küldetés
Az Amerikai Védelmi Minisztérium (DoD) megbízásából indított Space Shuttle repülés.

## Jellemzői
A beépített kanadai Canadarm (RMS) manipulátor kart 50 méter kinyúlást biztosított (műholdak indítás/elfogása, külső munkák [kutatás, szerelések], hővédőpajzs külső ellenőrzése) a műszaki szolgálat teljesítéséhez.

### Első nap
1992. december 2-án a szilárd hajtóanyagú gyorsítórakéták, Solid Rocket Booster(SRB) segítségével Floridából, a Cape Canaveral (KSC) Kennedy Űrközpontból, a LC39–A (LC–Launch Complex) jelű indítóállványról emelkedett a magasba. Az orbitális pályája 92 perces, 57 fokos hajlásszögű, elliptikus pálya perigeuma 365 kilométer, az apogeuma 376 kilométer volt. Felszálló tömeg indításkor 110 655 kilogramm, leszálló tömeg 87 565 kilogramm. Szállított hasznos teher 11 860 kilogramm

## Hasznos teher
1. Radar Calibration Sphere (ODERACS) – feladata volt a különféle űrszemét (gömbök; más-más méretű szalagok; dipólok – anyagbevonatok változásával) alkalmazása mellett elősegíteni a radarok- és optikai megfigyelési eszközök használatát és kalibrálását.
2. Get Away Special (GAS) – zárt tartályokban kereskedelmi jellegű kutatások, kísérletek végzése.
3. Shuttle Glow Experiment/Cryogenic Heat Pipe Experiment (GCP) – az űrrepülő hajtóműveinek hatékonyságát (izzás, hőmérséklet) vizsgálták.
4. Arizona Imaging Spectrograph (AIS) – az űrrepülőgépből kiemelve, a haladási iránnyal szembeállítva mérte az oxigén atomok előfordulását.
5. Shuttle Glow (GLO) – az űrrepülőgép különböző egységeinél (szennyvíz, szeméttároló, raktér) a hőveszteséget mérte.
6. Cryogenic Heat Pipe (CRYOHP) – hőkibocsátás elnyelésének kísérlete. Kriogén hűtési rendszer alkalmazásával elnyeletik a kiáramló hőt, ezáltal segítve az álcázás lehetőségét.
7. Battlefield Laser Acquisition Sensor Test (BLAST) – lézer kapcsolatok tesztelése, részbeni eredmény (kimerültek az energiát biztosító akkumulátorok).
8. Cloud Logic to Optimize Use of Defense Systems (CLOUDS) – a védelmi rendszerek optimalizálásának tesztje (felhős viszonyok közötti optikai láthatóság). Egy 35 milliméteres Nikon fényképezőgép fényképezte a felhőzetet, amit meteorológusok értékeltek.
9. Cosmic Radiation Effects and Activation Monitor (CREAM) – adatokat gyűjtött a kozmikus energiák jelenlétéről (neutron fluxus, indukált radioaktivitás).
10. Fluid Acquisition and Resupply Experiment (FARE) – fürdőszoba teszt. Sűrített levegővel fújt vízgőz. Legfontosabb lépésként a gőz- és a víz elvonása volt tesztelve.
11. Environmental System (HERCULES) – egy módosított Nikon fényképezőgép térinformatikát alkalmaz, a földi tájékozódás érdekében (meghatározta, hogy valós időben, szélességi és hosszúsági pont megadásával mi látható a Földön, kettő tengeri mérföldön belül). Föld-megfigyelési rendszer katonai, környezeti, oceanográfiai és meteorológiai alkalmazásokhoz.
12. Microencapsulation in Space (MIS) – első alkalommal alkalmazott teszt. Antibiotikum mikrokapszulák (apró gömbök általában 50-100 mikrométer átmérőjű) változásai mikrogravitációs környezetben. A kísérlet célja új gyógyszergyártás lehetőségek kifejlesztése.
13. Radiation Monitoring Equipment-III (RME-III) – ionizáló sugárzás mérése (gamma, elektron, neutron és proton sugárzás).
14. Space Tissue Loss (STL) –
15. Visual Function Tester - Model II (VFT–2) – Az űrhajósok szemének érzékenységét, annak változását mérte az űrrepülés ideje alatt.

### Műhold
A tehertérben rögzített kommunikációs műholdakat a Canadarm (RMS) manipulátor kar segítségével pályairányba állították. A műhold pályairányba állítását követően az űrrepülőgép 13-16 kilométerre eltávolodott.

#### DoD–1
Második generációs felderítő műhold. Hasznos működéséhez tovább kettő kommunikációs műhold szükséges. Infravörös érzékelőivel a korai riasztás szerves részét képezte.
Gyártotta a Hughes Space and Communications Co. (HSC), üzemeltette Az Amerikai Egyesült Államok Légiereje (USAF) és a Nemzeti Felderítő Hivatal (NRO).
Az DoD megbízásából az első generációs egység egy példányát SDS–1 az STS–28, a második generációs egység egy példányát az STS–38 valamint az STS–53, a harmadik geberációs egység egy példányát (SDS–3) egy Titan–4 hordórakétával 1996. július 2-án állították pályára. Több űregységet is pályára állítottak.
Megnevezései: USA 89; USA 89 (1992-086B); Department Of Defense (DoD–1); Satellite Data System (SDS–2 2); Satellite Data System B Flight 2 (SDS–B F–2); SDS–B. Kódszáma: SSC 22518.
Forgás-stabilizált műhold, típusa HS–386 (HS–389 (Intelsat–6), a HS–381 (Leasat) űreszköz jelölése). Formája henger, átmérője 3,6, hossza az űrrepülőgép rakterében 5,3, nyitott pozícióban 11,8 méter. Az orbitális egység pályája 57 fokos hajlásszögű, az Északi-sark felett elliptikus pályán, perigeuma 300 kilométer, apogeuma 39 000 kilométer volt. Teljes súlya:10 552 kilogramm, hasznos súlya 2335 kg. A műholdat a 60 perc múlva, automatikusan induló Orbus–21S vagy a TU–882 főmotor sikeresen geocentrikus pályába emelte. Várható élettartama 7 év.
Az űreszköz felületét napelemek borították (1238 watt), éjszakai (földárnyék) energiaellátását 3 darab NiCd (3×25 Ah) akkumulátorok biztosították. Kettő kommunikációs antennája volt, az egyik 4,5, a másik 2 méter átmérőjű. Kettő telemetrikus antennával rendelkezett. Elektronikája biztosította az összeköttetést, a feladat végrehajtást, az információ áramlást a földi vevők irányába.
Előző műhold az USA 86 (1992-083A ), következő műhold az USA 87 (1992-089A).

#### Hetedik nap
1992. december 9-én a Kennedy Űrközponton (KSC), kiinduló bázisán szállt le. Összesen 7 napot, 7 órát, 19 percet (175 óra) töltött a világűrben. 4 800 000 kilométert repült, 116 alkalommal kerülte meg a Földet.

## Személyzet
(zárójelben a repülések száma az STS–53 küldetéssel együtt)
- David Walker (3), parancsnok
- Robert Cabana (2), pilóta
- Guion Bluford (4), küldetésfelelős
- James Voss (2), küldetésfelelős
- Michael Clifford (1), küldetésfelelős

### Visszatérő személyzet
- David Mathieson Walker (3), parancsnok
- Robert Donald Cabana (2), pilóta
- Guion Bluford (4), küldetésfelelős
- James Shelton Voss (2), küldetésfelelős
- Michael Clifford (1), küldetésfelelős